# Johann Konrad Sonderegger
Johann Conrad Sonderegger (1834 - 1899) was een Zwitsers politicus.
Johann Conrad Sonderegger stamde uit een oud patriciërsgeslacht. Hij was lid van de Regeringsraad van het kanton Appenzell Ausserrhoden. Van 1880 tot 1883 was hij Regierend Landammann (dat wil zeggen regeringsleider) van Appenzell Ausserrhoden.